# Giulio Bergonzoli
Giulio Bergonzoli (Milano, 15 agosto 1822 – Milano, 22 ottobre 1868) è stato uno scultore e pittore italiano.

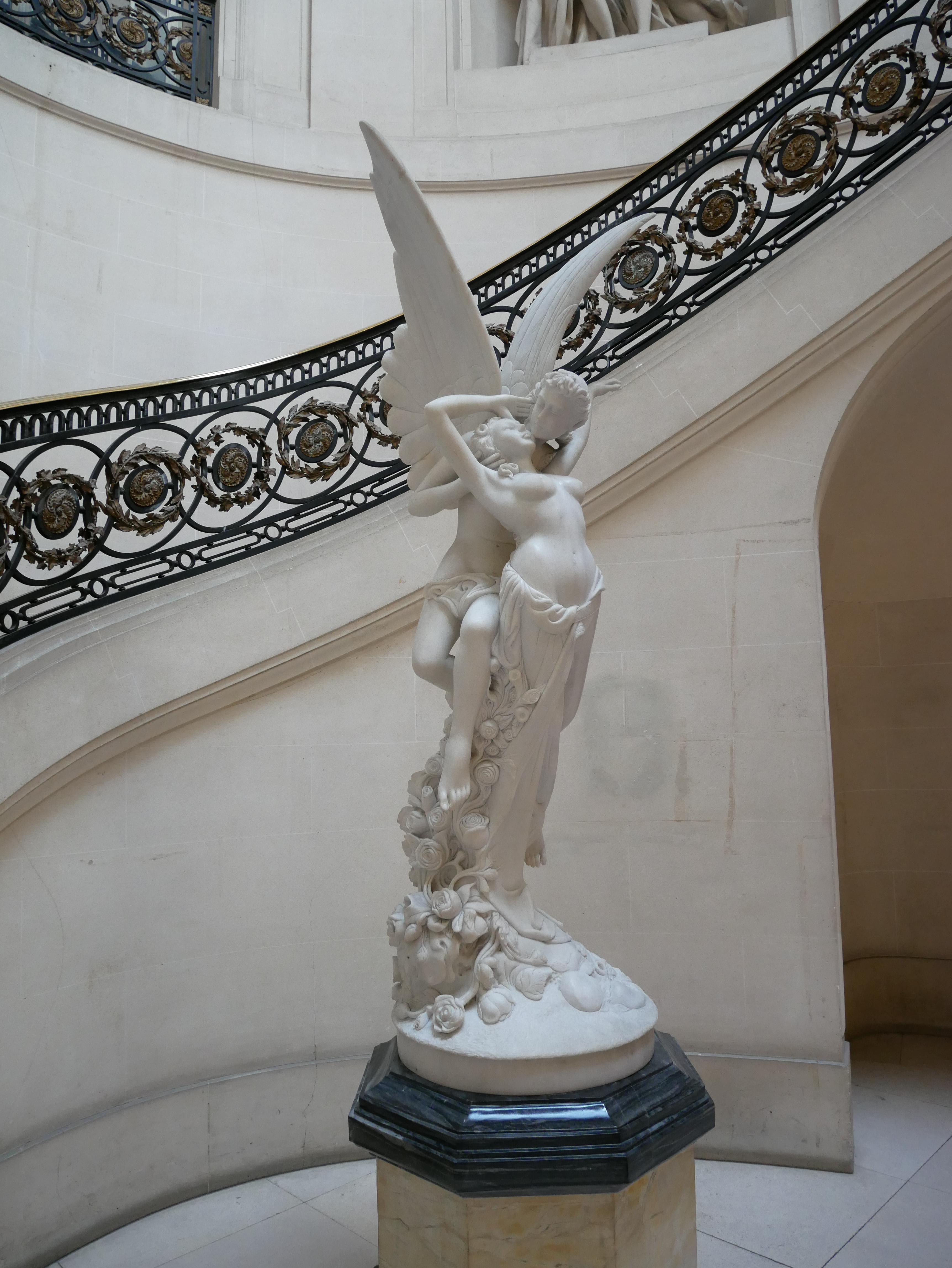
Gli amori degli angeli a Luton Hoo, nel Bedfordshire

Esponente della scuola moderna milanese, frequentò l'Accademia di Brera dove fu allievo di Pompeo Marchesi. Opera sua sono una Allegoria di Roma e Venezia ancora schiave, conservata nella Galleria d'Arte Moderna di Milano; Gli amori degli angeli, scultura parte della collezione del magnate dei diamanti inglese Julius Wernher e il cui gesso preparatorio è rimasto in Italia; e il monumento a Francesco Simonetta in una piazza di Intra. Fra le altre sue opere si segnalano Legnano e Canossa.